# Sonya Levien
Pour les articles homonymes, voir Levien.
Sonya Levien est une scénariste américaine d'origine russe, née Sara Opesken à Panemunėlis — Panemunek en yiddish — (alors en Russie, actuellement en Lituanie) le 25 décembre 1888, morte à Los Angeles — Quartier d'Hollywood (Californie, États-Unis) le 19 mars 1960.

## Biographie
Sa famille émigre aux États-Unis en 1891 et son père adopte peu après le nom de Levien. En 1905, tous sont naturalisés américains. Après avoir écrit quelques histoires pour des magazines, Sonya Levien débute au cinéma en 1919 (comme auteur d'une histoire adaptée). Elle collabore à soixante-douze films américains jusqu'en 1960, année de sa mort, en tant que scénariste principalement, mais également comme auteur d'histoires originales.
En 1956, Sonya Levien gagne un Oscar du meilleur scénario original pour Mélodie interrompue (1955). Précédemment, en 1934, elle avait eu une nomination à l'Oscar du meilleur scénario adapté, pour La Foire aux illusions (1933). Notons ici qu'elle participe en 1945 à l'adaptation de ce dernier, sous forme de film musical (qui fera l'objet d'un remake en 1962, la créditant au générique pour cette adaptation de 1945) — voir la filmographie ci-après —.

## Filmographie partielle
Comme scénariste, sauf mention contraire
- 1921 : Cheated Love de King Baggot (co-scénariste)
- 1925 : Salome of the Tenements de Sidney Olcott
- 1926 : Christine of the Big Tops d'Archie Mayo
- 1928 : Sa nouvelle patrie (A Ship Comes In) de William K. Howard
- 1928 : The Power of the Press de Frank Capra
- 1929 : L'Isolé (Lucky Star) de Frank Borzage
- 1929 : Ils voulaient voir Paris (They Had to See Paris) de Frank Borzage
- 1929 : L'Iceberg vengeur (Frozen Justice) d'Allan Dwan
- 1929 : South Sea Rose d'Allan Dwan
- 1929 : Behind That Curtain d'Irving Cummings
- 1930 : Liliom de Frank Borzage
- 1930 : La Chanson de mon cœur (Song o' My Heart) de Frank Borzage
- 1931 : The Brat de John Ford
- 1931 : Délicieuse (Delicious) de David Butler
- 1931 : Surrender de William K. Howard
- 1932 : Tess au pays des tempêtes (Tess of the Storm Country) d'Alfred Santell
- 1933 : La Foire aux illusions (State Fair) de Henry King
- 1933 : L'Amazone et son mari (The Warrior's Husband) de Walter Lang
- 1933 : Cavalcade (titre original) de Frank Lloyd
- 1933 : Berkeley Square de Frank Lloyd
- 1934 : Premier Amour (Change of heart) de John G. Blystone
- 1934 : The White Parade d'Irving Cummings (adaptation)
- 1935 : Le Mirage de l'amour (Here's to Romance) d'Alfred E. Green
- 1936 : Le Médecin de campagne (The Country Doctor) de Henry King
- 1937 : L'Incendie de Chicago (In Old Chicago) de Henry King
- 1938 : Quatre Hommes et une prière (Four Men and a Prayer) de John Ford
- 1938 : Le Proscrit (Kidnapped) d'Alfred L. Werker et Otto Preminger
- 1938 : Madame et son cowboy (The Cowboy and the Lady) de Henry C. Potter
- 1939 : Quasimodo (The Hunchback of Notre Dame) de William Dieterle
- 1939 : Sur la piste des Mohawks (Drums along the Mohawk) de John Ford
- 1941 : La Danseuse des Folies Ziegfeld (Ziegfeld Girl) de Robert Z. Leonard
- 1945 : La Foire aux illusions (State Fair) de Walter Lang (adaptation)
- 1945 : La Vallée du jugement (Valley of Decision) de Tay Garnett
- 1945 : Rhapsodie en bleu (Rhapsody in Blue) d'Irving Rapper (histoire originale)
- 1946 : Les Vertes Années (The Green Years) de Victor Saville
- 1947 : Éternel Tourment (Cass Timberlane) de George Sidney (adaptation)
- 1948 : Cupidon mène la danse (Three Daring Daughters) de Fred M. Wilcox
- 1951 : Le Grand Caruso (The Great Caruso) de Richard Thorpe
- 1951 : Quo vadis de Mervyn LeRoy
- 1952 : La Veuve joyeuse (The Merry Widow) de Curtis Bernhardt
- 1954 : Le Prince étudiant (The Student Prince) de Richard Thorpe
- 1955 : Mélodie interrompue (Interrupted Melody) de Curtis Bernhardt
- 1955 : La Fille de l'amiral (Hit the Deck) de Roy Rowland
- 1955 : Oklahoma ! de Fred Zinnemann
- 1956 : La Croisée des destins (Bhowani Junction) de George Cukor
- 1957 : Un seul amour (Jeanne Eagels) de George Sidney
- 1960 : Pepe de George Sidney (histoire originale)
- 1962 : La Foire aux illusions (State Fair) de José Ferrer (créditée pour l'adaptation de 1945 sus-visée)

## Récompense
- Oscar du meilleur scénario original (partagé avec William Ludwig) en 1956, pour Mélodie interrompue.